# Куровское сельское поселение
Ку́ровское се́льское поселе́ние — упразднённое муниципальное образование в составе Удомельского района Тверской области России.
В состав поселения входило 15 населённых пунктов. Административный центр — деревня Курово.
Образовано в 2005 году, включило в себя территорию Куровского сельского округа.
Законом Тверской области от 7 декабря 2015 года № 117-ЗО, 18 декабря 2015 года все муниципальные образования Удомельского района — городское поселение — город Удомля, Брусовское, Еремковское, Зареченское, Копачёвское, Котлованское, Куровское, Молдинское, Мстинское, Порожкинское, Рядское и Удомельское сельские поселения — были преобразованы в Удомельский городской округ.

## География
- Общая площадь: 212,4 км²
- Нахождение: северо-восточная часть Удомельского района.
  - Граничит:
    - на северо-востоке — с Лесным районом, Лесное СП и Сорогожское СП,
    - на востоке — с Максатихинским районом, Труженицкое СП,
    - на юге — с Зареченским СП и Порожкинским СП,
    - на северо-западе — с Котлованским СП.

На территории поселения находятся озёра Кезадра и Наволок.

## Экономика
Подсобное хозяйство КАЭС «Курово».

## Население
На 01.01.2008 — 330 человек.

## Населенные пункты
В состав поселения входили следующие населённые пункты:
| №  | Тип нп | Название   | Население (2008 год) |
| -- | ------ | ---------- | -------------------- |
| 1  | дер.   | Курово     | 121                  |
| 2  | дер.   | Аксово     | 0                    |
| 3  | дер.   | Березно    | 0                    |
| 4  | дер.   | Быки       | 47                   |
| 5  | дер.   | Васьково   | 68                   |
| 6  | дер.   | Вороново   | 0                    |
| 7  | дер.   | Демьяниха  | 0                    |
| 8  | дер.   | Елейкино   | 3                    |
| 9  | дер.   | Ионино     | 5                    |
| 10 | дер.   | Каменец    | 14                   |
| 11 | дер.   | Речка      | 7                    |
| 12 | дер.   | Староселье | 39                   |
| 13 | дер.   | Тупики     | 0                    |
| 14 | дер.   | Устье      | 25                   |
| 15 | дер.   | Ханеево    | 1                    |

### Бывшие населенные пункты
На территории поселения исчезли деревни Горбуша, Козлы, Кузнечики, Рагозиха, Рубчиха, Стрекивино, Фофоново, Хмелевка и другие.

## История
В XIX — начале XX века деревни поселения относились к Парьевской волости Вышневолоцкого уезда Тверской губернии.